# PSNow!
PSNow! Spanish Portable Magazine es una revista digital para leer en la PlayStation Portable. Nació con la idea de un proyecto de actualidad para aprovechar una más de las amplias posibilidades de PSP. La revista se edita en imágenes digitales, que descargándolas a la portátil de Sony se pueden leer en cualquier lugar o momento.

## Temática
La temática de esta revista son los videojuegos, específicamente sobre las consolas PSP (PlayStation Portable) y PS3 (PlayStation 3), y el mundo de PlayStation en general. Se centra bastante en los análisis, avances y reportajes sobre los últimos lanzamientos para PlayStation, aunque también se pueden encontrar apartados para accesorios, películas y música en UMD o noticias, etc.

## Historia
El primer ejemplar se publicó el día 1 de septiembre de 2005, junto con el lanzamiento de PSP en España, bajo el nombre de Revista TodoPSP. Fue una de las primeras revistas hispanas disponibles para leer desde una PSP. Hasta la actualidad ha ido cumpliendo mes a mes con su prometido y publicando números con numerosos contenidos.
En junio de 2006 el nombre de la publicación cambió a PSNow! (Spanish Portable Magazine) y empezando una etapa nueva para esta publicación, cambiado de política, diseño, contenidos y página web.

## Estructura
Dicha revista consta de una serie de secciones fijas, que forman su estructura:
- Portada: la parte más importante de una publicación es su portada. En PSNow! siempre acostumbran a usar la portada como un lienzo para una obra de arte, dando lugar así a las portadas más atractivas posibles.
- Editorial: primera página de la revista, después de la portada, en ella el director da una bienvenida comentando brevemente lo que espera en el número correspondiente.
- Staff: consta de una página en la que se nombra la plantilla que forma la revista, los colaboradores y los datos de contacto.
- Sumario: índice de las secciones y contenido.
- Hot Spot: primera sección "seria" que nos encontramos, en ella se tratan las noticias del mes, los rumores, las listas de ventas, los lanzamientos, etc.
- Japan Fever: trata diversos temas del país del sol naciente, siempre en relación con los videojuegos.
- Reportaje: el reportaje/s de cada mes.
- Avances: se comentan los juegos que saldrán próximamente, haciendo un avance de cada uno de ellos, e indicando las impresiones del equipo de PSNow!
- Análisis: esta es la columna principal de la revista, donde se analizan los juegos que salen para PSP y PlayStation al detalle y una valoración final.
- Escaparate: aquí se comentan y analizan brevemente los periféricos disponibles para PSP y próximamente para PlayStation 3.
- Estrenos UMD: breve comentario de cada UMD Video o UMD Music de cada mes.
- Bonus: extras que ofrece la revista mes a mes, entre los habituales: los fondos de PSP, tráileres de juegos, suplementos o los cupones descuento de 5€ facilitado por la cadena GAME-CentroMail.

## Cómo obtenerla
PSNow! está disponible en dos formatos, uno especialmente creado para ser leído desde una PSP, y la otra en PDF para ser leído desde el ordenador u otros dispositivos móviles.
La forma más fácil de obtener el último número es descargándola desde la web oficial de la revista. En caso de descargar el formato para PSP, tan solo hay que descomprimir el archivo y copiar la carpeta de imágenes en el directorio PHOTO o PICTURE de la PSP, dependiendo del firmware.

## Enlaces de interés
- Web Oficial PSNow!
- Foros PSNow!
- Página oficial Europea de PSP Archivado el 17 de mayo de 2005 en Wayback Machine.
- Página oficial Europea de PlayStation

- Datos: Q9053867